# Dimorphocalyx balakrishnanii
Dimorphocalyx balakrishnanii là một loài thực vật có hoa trong họ Đại kích. Loài này được Chakrab. & Premanath mô tả khoa học đầu tiên năm 1983.